# Jonny Nilsson
Pour les articles homonymes, voir Nilsson.
Jonny Nilsson, né le 9 février 1943 à Göteborg et mort le 22 juin 2022, est un patineur de vitesse suédois notamment champion olympique du 10 000 mètres en 1964.

## Biographie
En 1963, Jonny Nilsson remporte les championnats du monde toutes épreuves à Karuizawa au Japon. Il bat quatre records du monde cette année-là, dont trois aux championnats du monde. Aux Jeux olympiques d'hiver de 1964, organisés à Innsbruck en Autriche, il est médaillé d'or du 10 000 mètres. Après avoir battu un cinquième record du monde en 1965, Nilsson gagne la médaille de bronze des championnats du monde toutes épreuves en 1966. Il participe aux Jeux olympiques d'hiver de 1968 sans gagner de médaille,,.

## Records personnels
| Distance      | Temps        | Année |
| ------------- | ------------ | ----- |
| 500 mètres    | 42 s 2       | 1966  |
| 1 000 mètres  | 1 min 33 s 1 | 1969  |
| 1 500 mètres  | 2 min 8 s 2  | 1966  |
| 5 000 mètres  | 7 min 32 s 9 | 1968  |
| 10 000 mètres | 15 min 33 s  | 1963  |